# خالد أبو خالد
خالد أبو خالد، كاتب وصحفي وإعلامي فلسطيني. ولد سنة 1937 في سيلة الظهر بفلسطين. والده الشهيد والقائد في ثورة القسام محمد صالح الحمد الملقب بأبو خالد.

## عمله
عمل في الأمانة العامة لاتحاد الكتاب والصحفيين الفلسطينيين، وسبق له أن عمل مذيعاً في إذاعة وتلفزيون الكويت، وفي سوريا أيضاً، ثم التحق بصفوف المقاومة وتحمل مسؤوليات فيها حيث كان قائد قطاع الشمال في الثورة الفلسطينية في الأردن. كتب الشعر ونشر إنتاجه في المجلات والدوريات.

## مؤلفاته
1. فتحي- مسرحية- عمان 1969.
2. الرحيل باتجاه العودة - قصيدة طويلة- القاهرة 1970.
3. قصائد منقوشة على مسلة الأشرفية- مجموعة شعرية مشتركة- دمشق 1971.
4. وسام على صدر الميليشيا- شعر- بيروت 1971.
5. تغريبة خالد أبو خالد- شعر- بيروت- 1972.
6. الجدل في منتصف الليل- شعر - دمشق 1973.
7. أغنية حب عربية إلى هانوي- شعر - بغداد 1973.
8. وشاهراً سلاسلي أجيء- شعر- بيروت 1974.
9. بيسان في الرماد- شعر- بيروت 1978.
10. أسميك بحراً، اسمي يدي الرمل- شعر- المغرب 1991.
11. دمي نخيل للنخيل - شعر 1994.
12. فرس لكنعان الفتى- شعر - دار الآداب 1995.
13. رمح لغرناطة - شعر-.
14. معلقة على جدار مخيم جنين -شعر.[2]
15. الأفعال الشعرية الكاملة[3] في ثلاثة مجلدات ( العوديسا الفلسطينية) إصدار بيت الشعر في فلسطين 2008

## رحيله
توفي في دمشق ودفن في مقابر الشهداء في مخيم اليرموك في دمشق.